# Nkaya
Nkaya, também escrita como Nacaia, é uma vila do Maláui, localizada no distrito de Balaka e na Região Sul do país.
A estação ferroviária da cidade funciona como o entroncamento da rede ferroviária nacional, entre o Caminho de Ferro de Sena e o Caminho de Ferro de Nacala.
Sua economia é predominantemente agrícola, mas possui um importante sector de logística ferroviária e rodoviária, já que funciona como o ponto de junção dos sistemas rodoferroviários do país.